# 3인의 검은 표범
3인의 검은 표범은 한국에서 제작된 김응천 감독의 1971년 영화이다. 허장강 등이 주연으로 출연하였고 이민덕 등이 제작에 참여하였다.

## 출연

### 주연
- 허장강
- 구봉서